# Agromyza brunnicosa
Agromyza brunnicosa este o specie de muște din genul Agromyza, familia Agromyzidae, descrisă de Becker în anul 1908.
Este endemică în Insulele Canare. Conform Catalogue of Life specia Agromyza brunnicosa nu are subspecii cunoscute.